# Linus Torvalds
Linus Benedict Torvalds (Helsinki, 28. prosinca 1969.), finski znanstvenik, kreator je Linux kernela.
Linus je, inspiriran Minix-om, kojeg je napravio Andrew Tanenbaum, napravio operacijski sustav sličan Unixu, kojem je dao ime Linux. On je 1991. godine objavio prvu službenu verziju Linux kernela, 0.01. Danas je vrlo poznat i programira i dalje. Bio je zaposlen u firmi Transmeta ali se o njegovom poslu nije mnogo znalo.

## Vanjske poveznice
- Osobna stranica Linusa Torvaldsa  Arhivirana inačica izvorne stranice od 12. ožujka 2005. (Wayback Machine)